# Гонсалес, Ракель
Виктория Гонсалес (англ. Victoria González, род. 12 января 1991, Ла-Ферия, Техас) — американская женщина-рестлер, которая в настоящее время выступает в WWE на бренде Raw под именем Ракель Родригес (англ. Raquel Rodriguez) и является бывшим командным чемпионом WWE среди женщин. 
Ранее она выступала на бренде NXT под именем Ракель Гонсалес (англ. Raquel González), где была чемпионкой NXT среди женщин и дважды выигрывала командное чемпионство NXT среди женщин, став в том числе первой обладательницей этого титула. Также вместе с Дакотой Кай она выиграла женский турнир Dusty Rhodes Tag Team Classic. В 2023 году она объединилась с Лив Морган, и с тех пор они трижды выигрывали командное чемпионство WWE среди женщин.

## Ранняя жизнь
Виктория Гонсалес родилась 12 января 1991 года в Ла Ферии, Техас, США. Она мексиканского происхождения. В средней школе и колледже Гонсалес была баскетболисткой, играя в колледже за команду Texas A&M-Kingsville Javelinas. Гонсалес — рестлерша во втором поколении, последовав по стопам своего отца Рика Гонсалеса.

## Карьера в рестлинге

### WWE

#### SmackDown (с 2022)
Ракель полноценно дебютировала в основном ростере WWE 8 апреля 2022 года, после WrestleMania 38. Она появилась в закулисном сегменте и была представлена под именем Ракель Родригес. Дебют на ринге у Ракель состоялся 29 апреля на SmackDown, она в быстром матче победила Кэт Кардозу. Уже 13 мая на SmackDown Родригес ответила на открытый вызов Ронды Роузи, предложившей матч за Женское Чемпионство SmackDown кому угодно. Несмотря на то, что Ракель продержалась в матче более 5 минут, она всё равное проиграла. 27 мая Родригес снова встретилась с Рондой в матче, где победа давала ей ещё один титульный бой, однако этот матч не был завершен из-за вмешательства Натальи Нейдхарт и Шейны Баслер. Неделей позже она приняла участие в ещё одном матче за претендентство, в котором на этот раз участвовали пять других претенденток. Этот матч выиграла Наталья. 17 июня Ракель победила Шейну Баслер, чтобы квалифицироваться в матч «Деньги в банке» на Премиум-шоу Money in the Bank (2022). На самом шоу Ракель не смогла победить, Кейс MITB получила Лив Морган. 5 августа на SmackDown Ракель снова участвовала в отборочном матче претенденток на Женское чемпионство SmackDown, но снова не победила — титул и матч на Clash at the Castle (2022) получила Шейна Баслер, а уже 8 августа на Raw Ракель вместе с другой недавней дебютанткой с NXT Алией была заявлена в турнир за вакантное Командное женское чемпионство WWE. На SmackDown 12 августа Ракель и Алия преодолели четвертьфинальную стадию, победив Шотци и Ся Ли, а через 2 недели, на SmackDown 26 августа оказались сильнее и в полуфинальном матче, победив Наталью и Соню Девиль и выйдя в финал. Финал состоялся на Raw 29 августа, Ракель и Алия встретились с Дакотой Кай и Ийо Скай. Концовка матча выдалась противоречивой, поскольку судья зафиксировал удержании Алией Дакоты Кай, которая на тот момент уже успела передать право боя и была нелегальной участницей матча. Но решение судьи было не отменить, Ракель и Алия стали Женскими командными чемпионками. Ракель и Алия провели несколько удачных командных матчей, но 12 сентября на Raw был назначен матч-реванш против Кай и Скай, и этот матч завершился победой представительниц группировки «Контроль Повреждений», которые выиграли титулы. Чемпионство Ракель и Алии продлилось ровно две недели.

## Личная жизнь
Гонсалес встречалась с Адамом Шерром, более известным как Брон Строумен.

## Титулы и достижения
- Pro Wrestling Illustrated
  - № 10 в топ 150 женщин-рестлеров в рейтинге PWI Women’s 150 в 2021[21]
- WWE
  - Чемпион NXT среди женщин (1 раз)[22]
  - Командный чемпион NXT среди женщин (2 раза) — с Дакотой Кай[23]
  - Победительница Dusty Rhodes Tag Team Classic (2021) — с Дакотой Кай[24]
  - Командный чемпион WWE среди женщин (5 раз) — с Алией (1), с Лив Морган (4)[18]